# Cá mối thường
Cá mối hay cá mối thường, tên khoa học Saurida tumbil, là một loài cá trong họ Synodontidae.